# Heljareyga
Heljareyga — музыкальная группа с Фарерских островов. Стартовала как сольный проект певца и гитариста Хери Йонсена. В текстах песен группы широко используется скандинавский и фарерский фольклор. Название коллектива происходит от имени скандинавской богини Хель. Стиль характеризуется как фолк-метал с элементами прогрессива.

## История группы
Хери Йонсен, фронтмен группы Týr, стал основателем Heljareyga в 2009 году. Создание подобного проекта планировалось ранее. Йонсен заявил, что давно хотел основать проект, более быстрый и прогрессивный, чем Týr. Кроме него в группу вошли участники трэш-металл-коллектива Synarchy гитарист Йон Ивар Винт и басист Уйсак Петерсен, гитарист The Apocryphal Order Кен Йоханнесен и ученик барабанщика Týr Кари Стреймоя Амон Джурхуус.
В декабре 2009 года группа выпустила свой первый альбом. Он был записан на немецкой студии Kohlekeller Studio. Копии альбома стали доступны только в марте 2010 года. Распространением альбома занималась компания Tutl. В настоящее время[уточнить] группа планирует выпустить ещё как минимум два альбома и провести тур по Европе и Америке.

## Дискография
- Heljareyga (февраль 2010)

## Состав
- Хери Йонсен — вокал, гитара
- Кен Йоханнесен — гитара
- Йон Ивар Винт — гитара
- Уйсак Петерсен — бас-гитара
- Амон Джурхуус — барабаны